# Barrage de Besni
Le barrage de Besni (en turc Besni barajı) est un barrage prévu dans le projet d'Anatolie du Sud-est du gouvernement de Turquie, sur la commune d'Adıyaman.

## Sources
- (en) www.ecgd.gov.uk/eiar_s2.pdf
- (tr) cet article d'octobre 2014 indique que ce projet est toujours d'actualité.
- (tr) (1, 2, 3